# Districte de Cayo
El districte de Cayo és un dels sis districtes en què es divideix el territori de Belice. La capital del districte és la ciutat de San Ignacio.

## Geografia
Dins del territori del districte s'hi troba la capital nacional Belmopán, la capital del districte San Ignacio, la vila de Benque Viejo del Carmen i els pobles de San Antonio, Valle de Paz, St. Margret's, Roaring Creek, Albaina, San José Succotz, Arenal, Buena Vista, Calla Creek, Chorro, Dry Creek Bank, Garbutt's Falls, Spanish Lookout, Toro, Vaca i Providencien.
El districte de Cayo també té al seu territori les ruïnes maies de Xunantunich, Cahal Pech, Caracol i El Pilar. Alguns rius importants de Cayo són el riu Macal i el riu Mopán.

## Importància i ubicació
El districte de Cayo és sobretot una àrea agrícola, sent les seves principals collites les fruites cítriques, (taronges i mandarines), així també com a plàtans. Recentment s'ha trobat petroli a Spanish Lookout i actualment està en producció. A més de les ruïnes esmenades hi ha 2 reserves naturals importants, el parc nacional Blue Hole i el parc nacional Guanacaste. L'ecoturisme és també una part integral de l'economia de la regió.

## Demografia
D'acord amb les dades del cens de l'any 2010, vivien al districte unes 70.157 persones, de les quals 44.445 eren d'origen hispanoamericà, representant el 63,4% de la població. En 2000 el districte de Cayo tenia 53.715 habitants.